# Steginoporella magnilabris
Steginoporella magnilabris är en mossdjursart som först beskrevs av Busk 1854.  Steginoporella magnilabris ingår i släktet Steginoporella och familjen Steginoporellidae.
Artens utbredningsområde är Mexikanska golfen. Inga underarter finns listade i Catalogue of Life.